# Taça de Portugal de 1996–97
A Taça de Portugal 1996-97 foi 57ª edição da Taça de Portugal, competição sob alçada da Federação Portuguesa de Futebol.
A  final foi realizada a 10 de Maio de 1997, no Estádio Nacional do Jamor, entre o Boavista Futebol Clube e o Sport Lisboa e Benfica.
O resultado da final foi 3-2 para o Boavista Futebol Clube, sagrando-se campeão da Taça pela quinta vez.

## Oitavos de Final
| Visitado             | Resultado | Visitante           |
| Académica de Coimbra | 0 - 1     | Sporting            |
| Boavista             | 2 - 0     | Infesta             |
| Estrela da Amadora   | 1 - 2     | D. Sandinenses      |
| Portimonense         | 2 - 3     | Estoril Praia       |
| Salgueiros           | 2 - 3     | Porto               |
| Benfica              | 3 - 1     | Desportivo das Aves |
| Vitória de Setúbal   | 1 - 2     | Braga               |

## Quartos de Final
| Visitado      | Resultado | Visitante      |
| Maia          | 0 - 3     | Sporting       |
| Estoril Praia | 0 - 1     | Boavista       |
| Braga         | 0 - 2     | Porto          |
| Benfica       | 5 - 1     | D. Sandinenses |

## Meias-Finais
| Visitado | Resultado | Visitante |
| Boavista | 3 - 2     | Sporting  |
| Benfica  | 2 - 0     | Porto     |

## Final
| 10 de Maio de 1997 | Boavista                               | 3 – 2 | Benfica                             | Estádio Nacional do Jamor, Lisboa Público: Árbitro: Paulo Paraty |
|                    | Sánchez 7' 57' (g.p.) · Nuno Gomes 28' |       | Calado 34' · Paulo Sousa 61' (p.b.) |                                                                  |

## Campeão
| Taça de Portugal 1996-97 |
| ------------------------ |
| Boavista 5º Título       |